# Werner von Grünau
Ernst Werner Hugo Albrecht Maximilian Curt Freiherr von Grünau (* 11. Januar 1910 in Berlin; † 28. Juli 1974 in Hausham) war ein deutscher Schriftsteller und literarischer Übersetzer.

## Leben
Werner von Grünau wurde als zweites Kind des deutschen Diplomaten Werner von Grünau (1874–1956) und dessen Frau Elisabeth Emilie Emma, geb. Haag, in Berlin geboren. Er hatte eine Schwester, Elisabeth von Grünau, die später den Bankdirektor und Landwirt Baron Ernst de Payrebrune de St. Séve heiratete. Werner von Grünau studierte Rechtswissenschaften und machte ein Dolmetscher-Diplom. Freiherr von Grünau hielt sich dann mehrere Jahre in Kanada und Norwegen auf, der Beginn des Zweiten Weltkriegs veranlasste ihn, 1939 ins Deutsche Reich zurückzukehren.
Von Grünau übersetzte über 150 Titel, Belletristik, Kriminalromane und Sachbücher, aus dem Englischen, Französischen, Dänischen, Norwegischen und Schwedischen ins Deutsche. Er selbst verfasste einen Reisebericht und mehrere Romane.
Er war verheiratet mit der Offizierstochter Viktoria-Luise Hanke, das Ehepaar hatte keine Kinder.

## Werke
- Die letzten Inseln. Student und Goldsucher in Kanada. P. List, Leipzig 1937.
- Indianersommer (Roman). Kiepenheuer, Berlin 1943.
- Rückkehr zu uns. (Roman). List, München 1947.
- Ein zwanzigster Juli. Bericht über den Fall Ulrich Redel. (Novelle). List, München 1948.
- Keiner kann aus seiner Haut. Kindler und Schiermeyer, Bad Wörishofen 1954.